# 朴賞淳
 朴賞淳 （パク・サンスン、박상순、1962年11月25日 - ）は韓国の詩人。ソウル出身。

## 略歴
1962年11月25日、ソウルで生まれる。詩人であり、文学出版企画者でもある。1991年、季刊作家世界の春号に「パン工場に通る鉄道」の他8篇の詩を発表して文壇にデビューした。
1989年、民音社にデザイナーとして入社して代表理事(編集人)を務める。出版企画者として民音社の『世界文学全集』と『ペンギンクラシック』シリーズを企劃して出版した。1990年代の始めには、出版デザインにも関わって『ボルヘス全集』『未堂徐廷柱全集』など、多数の表紙デザイン作業もした。

## 受賞歴
- 1996年、現代詩同人賞
- 2006年、第51回 現代文学賞
- 2013年、第14回 現代詩作品賞

## 主な作品
- 1993年、6은 나무, 7은 돌고래（6は木、7は鯆)
- 1996年、마라나, 포르노 만화의 여주인공（マラナ、ポルノ漫画の女主人公）
- 2004年、 Love Adagio
- 2005年、목화밭 지나서 소년은 가고（木花畑を通りすぎ、少年は去って）